# 프리먼 우드

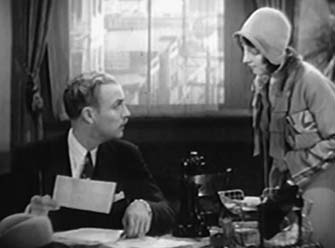

프리먼 우드(Freeman Wood, 1896년 7월 1일 ~ 1956년 2월 15일)는 미국의 배우, 영화배우이다.
덴버에서 태어났으며 할리우드에서 사망하였다.

## 영화
- 고 인투 유어 댄스 (1935년)
- 이브의 정원 (1928년)
- 버터플라이 (1924년)